# Alicia Molik
Alicia Molik (n. 27 ianuarie 1981, Adelaide, Australia de Sud, Australia) este o jucătoare de tenis australiană, medaliată olimpică. A participat la 3 ediții ale Jocurilor Olimpice (2000, 2004, 2008) în care a câștigat o medalie de bronz.